# Galičnik
Galičnik (mazedonisch Галичник; albanisch definit Galiçniku, indefinit Galiçnik) ist ein Dorf in der Gemeinde Mavrovo i Rostuša im Westen Nordmazedoniens. Es liegt an den Hängen des Berges Bistra in der historischen Landschaft Mala Reka. Galičnik ist aufgrund seiner Häuserarchitektur, seines kulturellen Erbes und seiner Landschaften eine Touristenattraktion. Während des Galičnik-Hochzeitsfests am 12. Juli wird das 48-Seelen-Dorf von mehreren Tausend Menschen besucht. National Geographic bezeichnete das Galičnik-Hochzeitsfest als Europas traditionellstem Hochzeitsfest.

## Geographie

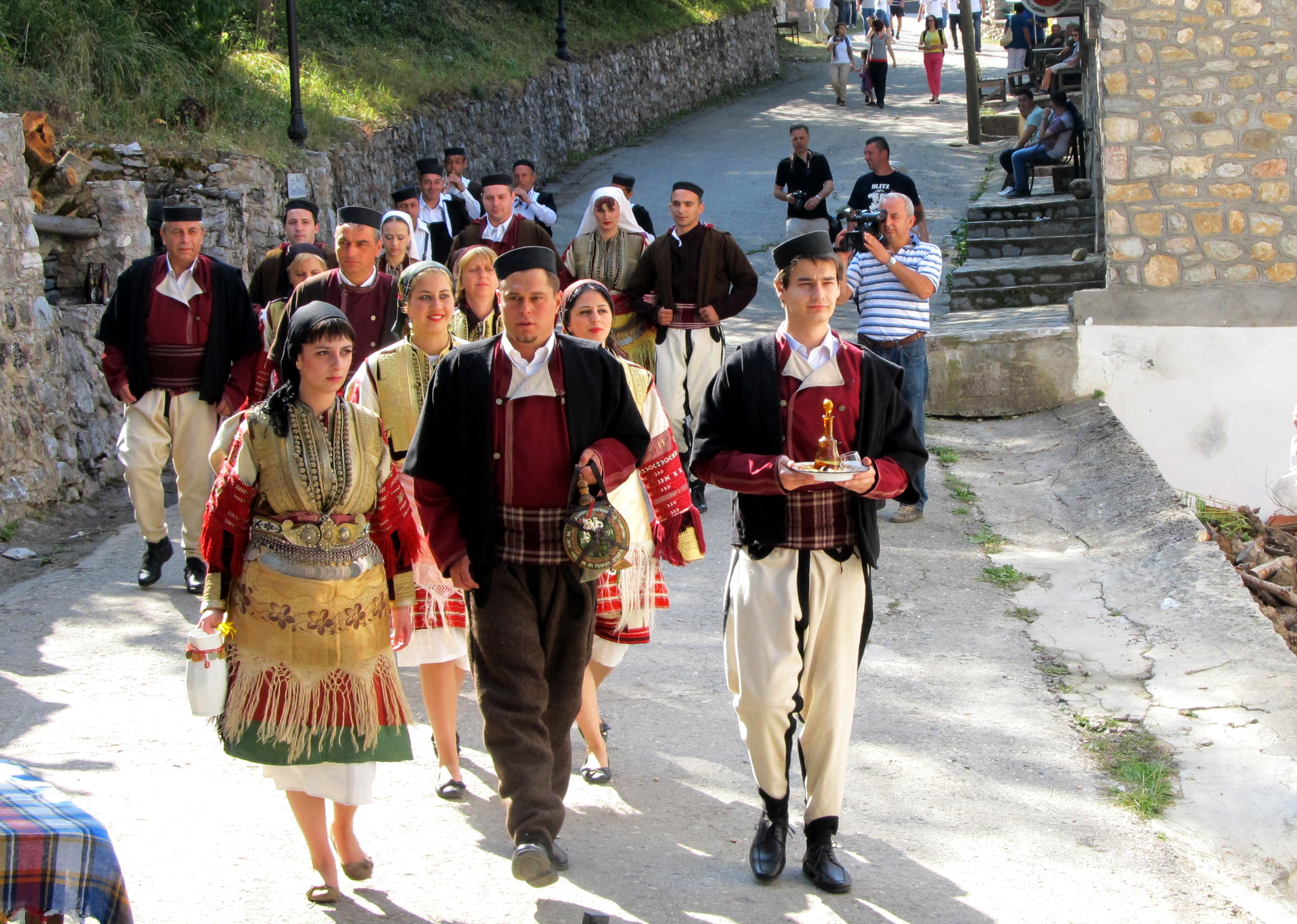
Umzug beim Galičnik-Hochzeitsfest mit Mazedoniern in traditioneller Mijaken-Tracht (2013)

Das Dorf liegt im Reka-Gebiet des Flusses Galička reka an den Westhängen des Berges Bistra, oberhalb der Schlucht des Flusses Radika auf einer Höhe von 1270 bis 1450 Metern. Galičnik kann über eine 21 Kilometer lange Asphaltstraße durch Bistra vom Mavrovosee, über eine 1 Kilometer lange unbefestigte Straße von Rosoki oder über einen Pfad vom Dorf Janče in der Nähe des Radika-Flusses erreicht werden. 10 Kilometer von Galičnik entfernt liegt das Kloster Sveti Jovan Bigorski.

## Geschichte
Galičnik gilt in der Reka Region als eines der ältesten Dörfern, welche von der kleinen ethnogeographischen Bevölkerungsgruppe der Mijaken bewohnt wird. Der Legende nach stammt der Name des Dorfes vom Fluss Gallikos im heutigen Griechenland ab. So gelten die Mijaken als die Überreste eines alten slawischen Stammes, die das Gebiet im 7. Jahrhundert um Thessaloniki bewohnten und hauptsächlich in der Viehzucht tätig waren. Als Anlehnung an die Heimat und dem Fluss Gallikos, gründete man das Dorf Galičnik.
Das Dorf wurde erstmals im 14. Jahrhundert erwähnt. In osmanischen Dokumenten aus der zweiten Hälfte des 15. Jahrhunderts wird Galičnik als ein Derwendschi-Dorf mit 9 Haushalten aufgeführt.
In Galičnik existieren vier orthodoxe Kirchen, die älteste wurde 1808 erbaut. Die Hauptkirche im Zentrum des Dorfes Sveti Petar i Pavle wurde 1930 erbaut.
In der französischsprachigen Statistik Ethnographie des Vilayets d’Andrinople, de Monastir et de Salonique zählte im Jahr 1873 Galičnik 500 Haushalte mit 1482 Bulgaren auf.
Laut der Statistik des Ethnographen Wassil Kantschow zählte Galičnik Ende des 19. Jahrhunderts 3300 Einwohner, allesamt Bulgaren.
Nach den Statistiken des Sekretärs des bulgarischen Exarchats Dimitar Mischew (La Macedoine et sa Population Chrétienne) im Jahr 1905 lebten in Galičnik 4840 bulgarische Exarchisten, welche eine bulgarische Grundschule im Dorf besaßen. Laut dem Metropolit Polikarp von Debar und Veles existierten 1904 in Galičnik zusätzlich 23 serbische Haushalte.
Laut einer Statistik der Zeitung Debarski glas aus dem Jahr 1911 lebten in Galičnik 560 bulgarische Haushalte und 20 Patriarchistische Haushalte. Neben einer bulgarischen Schule existierte in Galičnik auch eine serbische Schule mit zwei Lehrkräften und 22 Schülern.
Im Zuge des Balkankrieges meldeten sich 142 Dorfbewohner freiwillig zur Makedonisch-Adrianopeler Landwehr, einem Freiwilligenverband der bulgarischen Armee.
Auf der ethnischen Karte von Nordwestmazedonien im Jahr 1929 markierte der russische Sprachwissenschaftler Afanassi Selischtschew Galičnik als ein bulgarisches Dorf.
In der Vergangenheit stützte sich die Wirtschaft von Galičnik auf die Viehzucht, insbesondere auf den Schafhandel; Herstellung von Käse-, Fleisch- und Wollprodukten. Viele Familien mit riesigen Herden machten Vermögen und wurden sehr reich. Es gab zusätzlich in Galičnik eine starke Tradition von Pečalba (mazedonisch für Saisonarbeit), bei der viele der Männer das Dorf verließen, um in größeren Städten als Facharbeiter wie Maurer, Zimmerleute und Maler zu arbeiten. Sie würden von Galičnik für Monate oder sogar Jahre am Stück abwesend sein. Durch Saisonarbeit verdienten sie genug, um ihre Familien zu ernähren, und machten dadurch ein Vermögen.
Laut der letzten Volkszählung von 2002 hatte Galičnik drei Einwohner zu verzeichnen, allesamt Mazedonier.

## Persönlichkeiten
- Awram Tschaliowski (1854–1943), bulgarischer Industrieller und Wohltäter
- Ljubomir Frčkoski (* 1957), mazedonischer Politiker, mit Vorfahren aus Galičnik
- Stevo Pendarovski (* 1963), aktueller mazedonischer Präsident, mit Vorfahren aus Galičnik